# Norman Kostner
Norman Kostner (ur. 7 listopada 1971) – włoski biegacz narciarski.

## Kariera
Po raz pierwszy na arenie międzynarodowej Norman Kostner pojawił się 21 lutego 1998 roku w Primiero podczas zawodów Pucharu Kontynentalnego. W zawodach tych zajął 37. pozycję na dystansie 15 km techniką klasyczną. W Pucharze Świata zadebiutował 17 marca 2000 roku w Bormio, zajmując 54. miejsce w biegu na 10 km stylem klasycznym. Nigdy nie zdobył punktów PŚ i nigdy nie został uwzględniony w klasyfikacji generalnej Pucharu Świata. Od 2000 roku startował w cyklu FIS Marathon Cup, czterokrotnie stając na podium. Najlepsze wyniki osiągnął w sezonie 2001/2002, który ukończył na czwartej pozycji w klasyfikacji końcowej. Nigdy nie brał udziału w igrzyskach olimpijskich ani mistrzostwach świata.

## Osiągnięcia

### Puchar Świata

#### Miejsca w klasyfikacji generalnej
- sezon 1999/2000: -

#### Miejsca na podium
Kostner nigdy nie stał na podium indywidualnych zawodów Pucharu Świata.

### FIS Marathon Cup

#### Miejsca w klasyfikacji generalnej
- sezon 1999/2000: 7.
- sezon 2000/2001: 12.
- sezon 2001/2002: 4.
- sezon 2002/2003: 5.
- sezon 2003/2004: 23.
- sezon 2004/2005: 61.

#### Miejsca na podium
| Nr | Dzień     | Rok  | Zawody               | Dystans               | Czas biegu  | Strata | Pozycja | Zwycięzca           |
| -- | --------- | ---- | -------------------- | --------------------- | ----------- | ------ | ------- | ------------------- |
| 1. | marzec    | 2000 | Engadin Skimarathon  | 42 km stylem dowolnym | 1:25.29.6 h | +2.9 s | 2.      | Gerhard Urain       |
| 2. | 17 lutego | 2002 | Transjurassienne     | 76 km stylem dowolnym | 2:11:15.8 h | +0.3 s | 2.      | Roberto De Zolt     |
| 3. | 16 lutego | 2003 | Gatineau Loppet      | 50 km stylem dowolnym | 1:52:51.8 h | +0.6 s | 2.      | Gianantonio Zanetel |
| 4. | 22 lutego | 2003 | American Birkebeiner | 50 km stylem dowolnym | 2:10:57.6 h | +1.5 s | 2.      | Gianantonio Zanetel |